# Milan−Paris Frecciarossa
A Milan−Paris Frecciarossa (olaszul: Frecciarossa Milano-Parigi, franciául: Frecciarossa Milan-Paris) a Trenitalia Frecciarossa márkanév alatt forgalmazott, Milánó Centrale és Párizs Gare de Lyon között közlekedő nagysebességű személyszállító vasúti járat.
A 2021. december 18-án átadott szolgáltatást a Trenitalia France, korábbi nevén Thello, üzemelteti Frecciarossa 1000 sorozatú motorvonatokkal. Közbenső megállók: Torino Porta Susa, Bardonecchia, Modane, Chambéry-Challes-les-Eaux és Lyon-Part-Dieu. Naponta további öt vonat közlekedik Lyon-Perrache és Párizs Gare de Lyon között, amelyek Lyon-Part-Dieu megállóhelyen állnak meg.
A Milan−Paris Frecciarossa bevezetésével a Trenitalia az SNCF után elsőként lépett be a francia vasúti piacra. 2023. augusztus 27-én egy Modane melletti földcsuszamlást követően felfüggesztették a Milánó és Párizs közötti teljes szolgáltatást, ami 2025-ben indult újra. A Párizs és Lyon közötti szolgáltatás megszakítás nélkül üzemelt.

## Története

### Háttér
A COVID-19 járvány 2020. március 10-i felfüggesztéséig a Thello, a Trenitalia France elődje éjszakai járatot üzemeltetett Párizs és Velence között. A Thello egy nappali járatot is üzemeltetett Milánó és Marseille között Genován keresztül, amelyet a Párizs-Velence járattal együtt hivatalosan 2021. július 1-jén szüntettek meg. A Milánó-Párizs Frecciarossa előtt az SNCF, a francia állami vasúttársaság közlekedett Párizs és Milánó között, miután először 2011-ben közlekedett Milánó között.
2019 szeptemberében a Trenitalia bejelentette a Párizs és Milánó közötti Frecciarossa-járat tervét, amelynek várható átadása 2020 decemberére volt várható. A francia hálózaton közlekedő olasz vonatok közlekedésének engedélyezésére irányuló teszteket a Tronville-en-Barrois-i vasúti pályán végezték. 2021. június 28-án egy kezdetben öt Frecciarossa 1000-es vonatból álló flottát engedélyeztek a francia vasúthálózaton való közlekedésre.

### Indítás
A Milan−Paris Frecciarossa járatot 2021. december 18-án avatták fel, mindkét irányban egy-egy reggeli és délutáni vonattal, a párizsi Gare de Lyon pályaudvarról érkező első vonatot a Milano Centrale pályaudvaron ünnepélyes megnyitó fogadta, amelyen napóleoni egyenruhás színészek és can-can táncosok szerepeltek. A jegyeket 2021. december 13-tól árulták, a jegyek ára hétköznapokon 29 eurótól kezdődött, a normál osztályon pedig átlagosan 51 euró volt. A COVID-19 járvány miatt az ülőhely-kapacitást kezdetben 80%-ra korlátozták.
A Milan−Paris Frecciarossa bevezetésével a Trenitalia az SNCF után elsőként lépett be a francia vasúti piacra, amit az európai vasúthálózat liberalizációja tett lehetővé az Európai Unió 91/440-es irányelve révén. A Trenitalia előrejelzése szerint végül napi tíz járatot fog üzemeltetni, közel 5000 ülőhelyet kínálva az utasoknak.

### Üzemeltetés

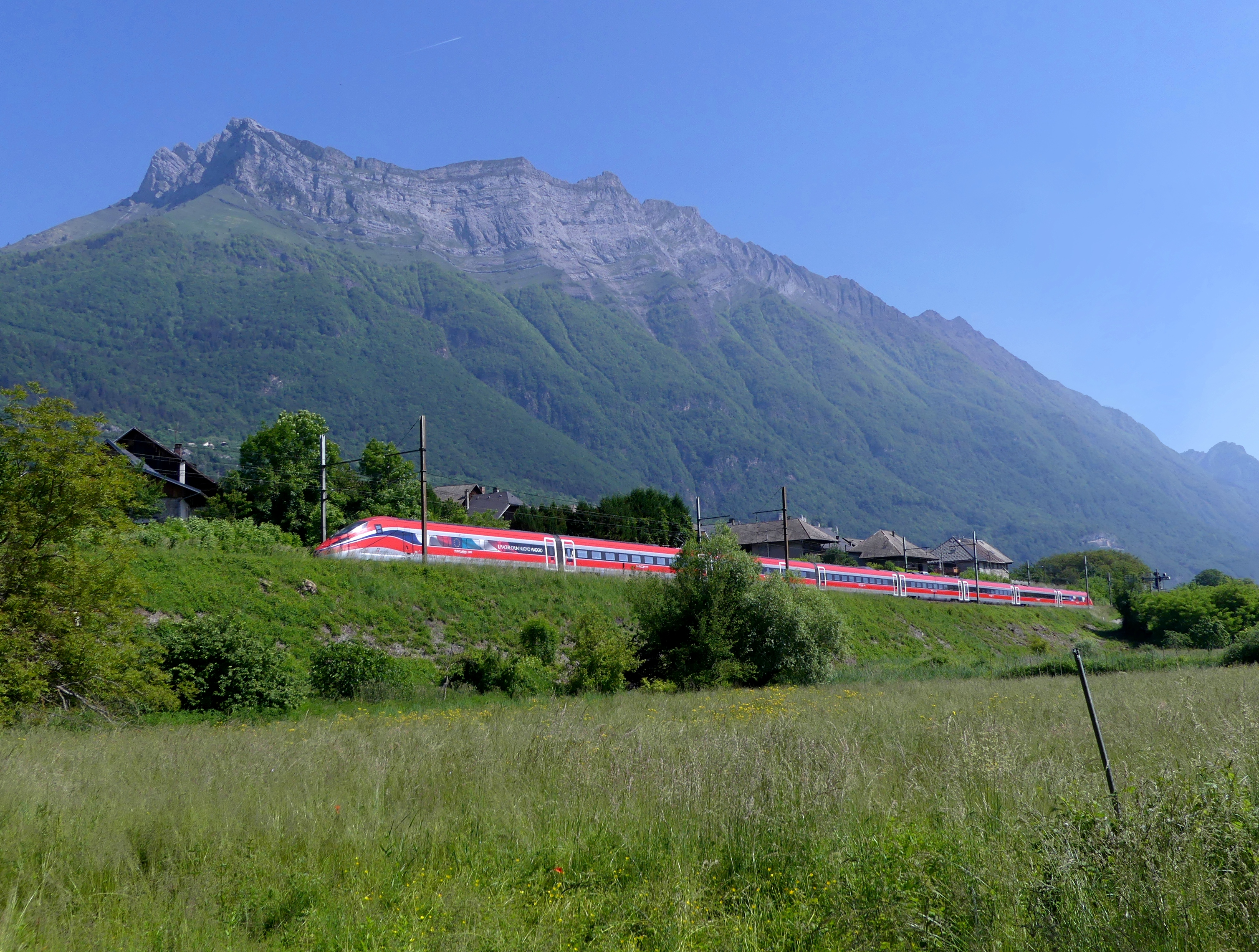
FR9281 Saint-Pierre-d'Albigny mellett, 2023. május

2022 februárjára a járatok átlagos kihasználtsága 83%-os volt, a karácsonyi ünnepek alatt elérte a 98%-os csúcsot, az egyes utazásokat megelőző héten a jegyek 40%-át foglalták le. Az útvonal sikerére reflektálva a Trenitalia Chambéryben egy, Lyonban négy, Párizsban pedig tizenhárom állást hirdetett meg.
2022. április 5-én a Trenitalia France bevezette a Lyon-Perrache és a párizsi Gare de Lyon közötti rövidtávú járatot, közbenső megállóval Lyon-Part-Dieu-ben. 2022. április 5-én kezdetben napi három vonat közlekedett mindkét irányban, 2022. június 1-től öt vonatra növelve azt. A Párizs-Lyon útvonal Franciaország legforgalmasabb nagysebességű útvonala, melyen több szolgáltató is versenyez az utasokért.
2022. április 11. és május 8. között két kocsit Disney-témára festettek, és az utasok egy nyereményjáték keretében látogatásokat nyerhettek a párizsi Disneylandbe.
2022 decemberére egymillió jegyet adtak el a szolgáltatásra, az átlagos viteldíj pedig a 2021-es 82 euróról 2022-re 68 euróra csökkent. Az utasok 79%-a normál osztályon utazott. Az utasok 53%-át olaszok tették ki, 34%-uk Franciaországból, 6%-uk az Egyesült Királyságból és 3%-uk az Amerikai Egyesült Államokból érkezett. A legforgalmasabb útvonalak a Párizs-Lyon és a Párizs-Chambéry útvonalak voltak. A Trainline adatai szerint a Trenitalia által bevezetett verseny a Párizs-Milánó útvonalon 8%-kal csökkentette az átlagárakat.

### Felfüggesztése
2023. augusztus 27-én egy földcsuszamlás következtében mintegy 15 000 köbméternyi kőzet omlott a vasúti sínekre és a Modane és Saint-Jean-de-Maurienne közötti szomszédos A43-as autópályára, a járatokat eredetileg augusztus 29-én, majd november közepén akarták újraindítani. 2023 októberében az újranyitás időpontját 2024 nyarára módosították. 2024. január 10-től az SNCF részlegesen, pótlóbusszal Oulx és Chambéry között, újraindította a közlekedést. 2025 tavaszára módosították az újranyitás időpontját..
2025. április 1-jén újraindult a közvetlen járat Olaszország és Franciaország között, napi két oda-vissza járattal.

## Útvonal

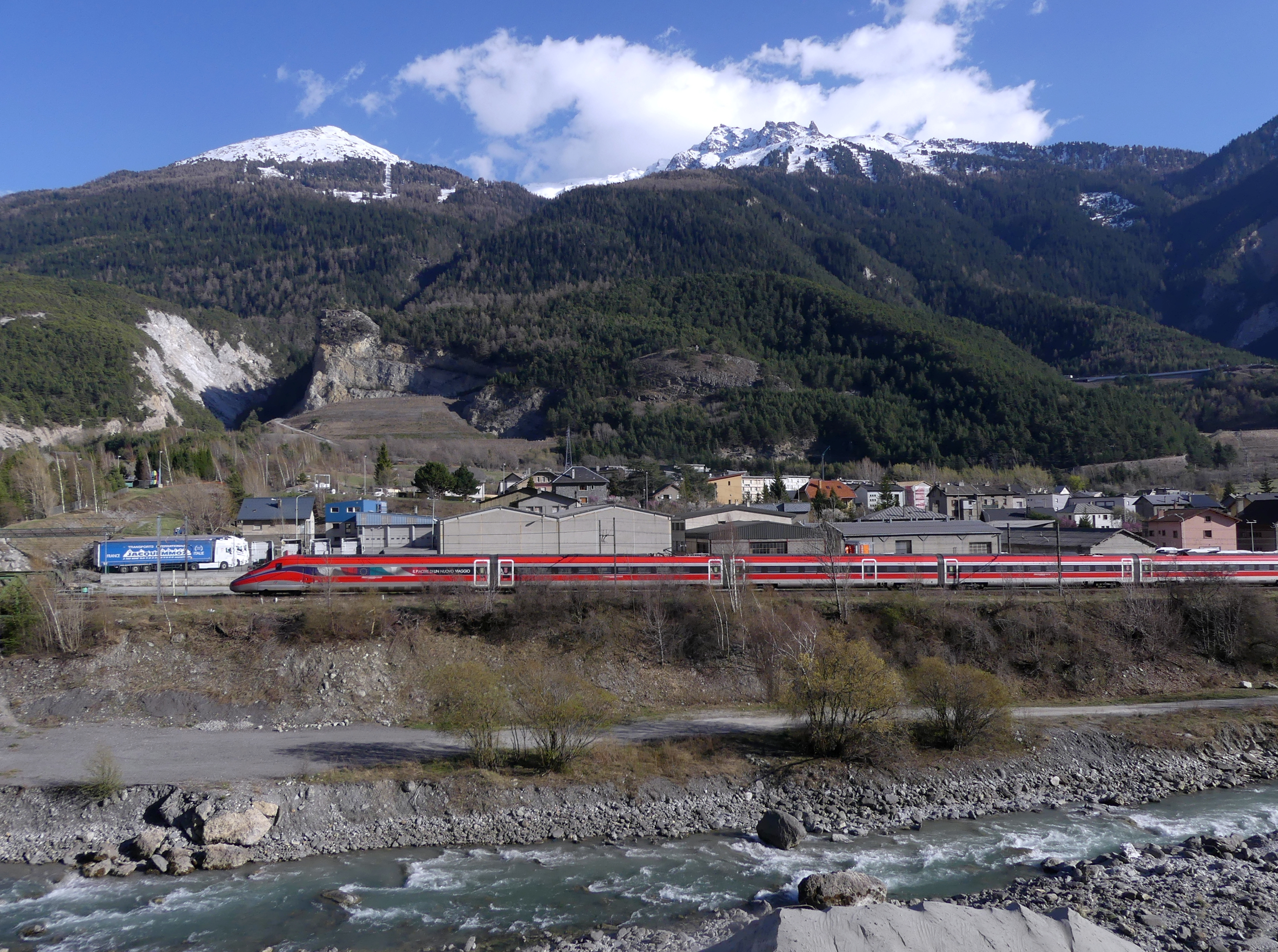
A FR9296 járat Modane felé közeledve, 2022. április

A járat a Milano Centrale pályaudvaron indul 3000 voltos egyenfeszültséggel, majd a Milano Rho után a Torino–Milánó nagysebességű vasútvonalon halad, 25 000 voltos váltakozó feszültséggel, hogy elérje az első köztes megállót, Torino Porta Susa-t. Ezután a járat a Torino-Modane-vasútvonalon halad, újra 3000 voltos egyenfeszültség alatt. Néhány vonat megáll Bardonecchiában, a nemzetközi határ után pedig minden járat Modane-ban áll meg. A vonat megáll a nemzetközi határon vám- és rendőrségi ellenőrzésre, ami általában tíz percet vesz igénybe: a menetrend némi rugalmasságot biztosít egy hosszabb lyoni megállással.
A járat a Culoz-Modane-vasútvonalon halad tovább, amely 1500 voltos egyenfeszültséggel van villamosítva, és Chambéry-Challes-les-Eaux-ba ér. Chambéry után a vonatok az egyvágányú Saint-André-le-Gaz-Chambéry vasútvonalon közlekednek, amely a Lyon-Marseille-vasútvonalra és a Lyon-Part-Dieu végső megállóhelyre vezet. A Párizs–Marseille-vasútvonalhoz csatlakozva a vonat visszatér a 25 000 voltos váltakozó áramra, hogy elérje a párizsi Gare de Lyon végállomást.
Az SNCF járatai által használt Milánó-Párizs útvonalhoz képest a Milánó-Párizs Frecciarossa negyven perc menetidőt takarít meg azzal, hogy a lassabb Torino-Milánó vasútvonal helyett a Torino-Milánó nagysebességű vasútvonalat használja. Másrészt az SNCF járatai a Part-Dieu helyett Lyon-Saint-Exupéry-ben kötnek ki, ami húsz perc menetidőt takarít meg, az SNCF járatai a Milano Centrale helyett Milano Porta Garibaldi állomáson végződnek.

## Szolgáltatások
A szolgáltatás felfüggesztése előtt naponta két vonat közlekedett mindkét irányban, a menetidő 6 óra 42 perc és 6 óra 57 perc között mozgott.
2024 márciusától a szolgáltatás során hétköznaponként és irányonként öt vonat közlekedik Párizs Gare-de-Lyon és Lyon-Perrache között, közbenső megállóval Lyon-Part-Dieu-ben. Hétvégén Párizs és Lyon között napi négy vonat közlekedik mindkét irányban, valamint egy további járat, amely Lyon-Perrache helyett Chambéry-ben végződik.

### Osztályok és létesítmények
A szolgáltatás három, „komfort” néven emlegetett osztályt foglal magában: standard, business és executive. Minden vonaton található egy Sala Meeting, egy foglalható, öt fő befogadására alkalmas tárgyalóterem is. A Standard és Business Comfort osztályok tovább vannak osztva Allegro és Silenzio hangulatra.
Minden vonat ingyenes Wi-Fi-vel és bárral van felszerelve. A fedélzeten kétnyelvű magazint, a La Freccia Sans Frontières-t kínálják.

### Gördülőállomány

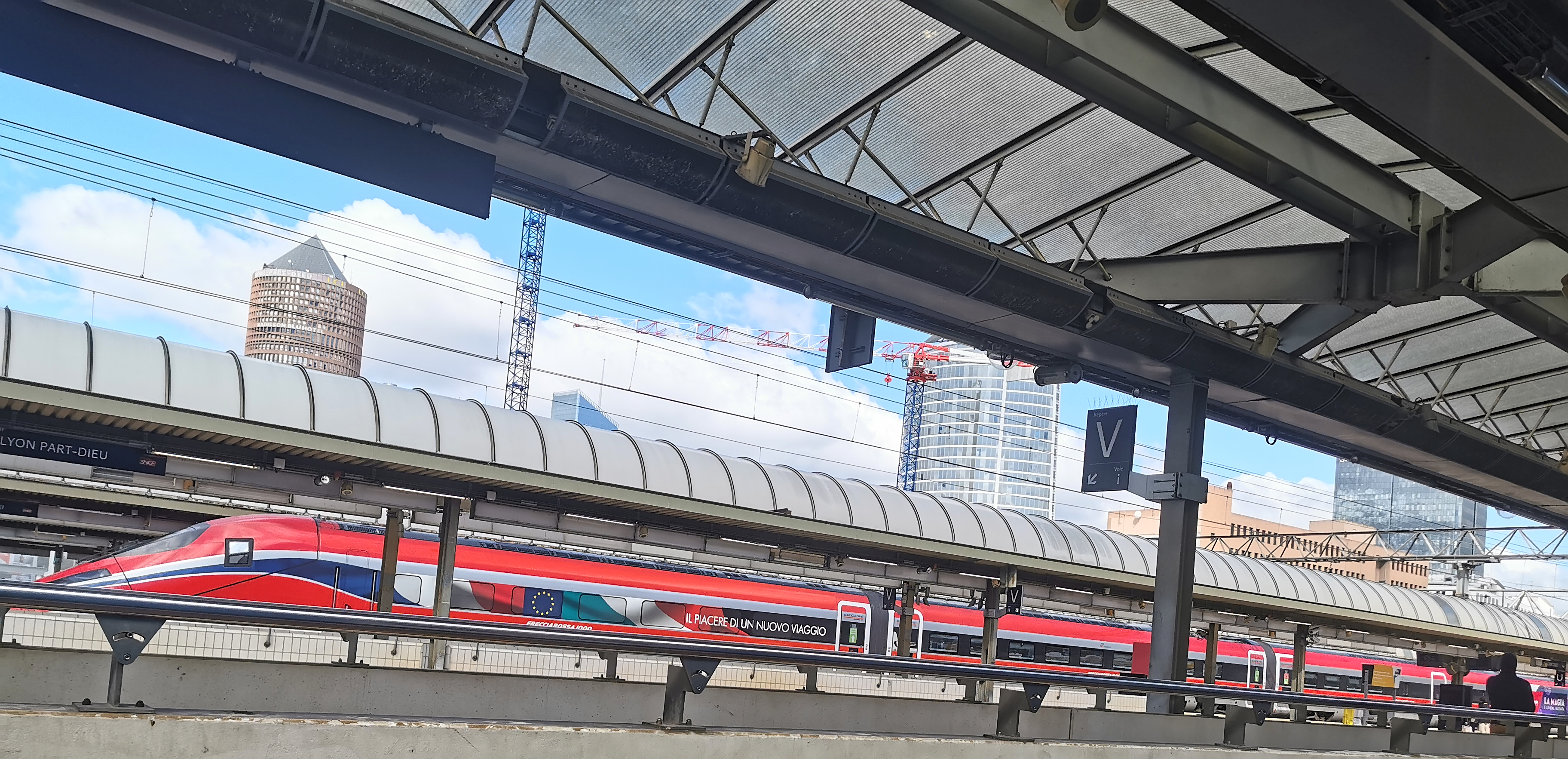
Egy Frecciarossa 1000 Lyon-Part-Dieu állomáson 2022 szeptemberében.

A szolgáltatás Frecciarossa 1000 motorvonatokat használ, amelyeket a Hitachi és a Bombardier Transportation épített, egyenként 462 utas befogadására alkalmasak, és óránként 360 kilométeres sebességgel közlekednek, a maximális sebesség Torino és Lyon között 155 kilométer/óra, a járat a nemzetközi határon nem cserél mozdonyvezetőt és nincs mozdonycsere sem.

## Viták
A járat átadását kritika érte, mert rávilágított Olaszország infrastrukturális egyenlőtlenségére, mivel Dél-Olaszországban lassabbak a vonatjáratok.
Az üzleti és prémium osztályok számára a fedélzeti menüt Carlo Cracco séf és televíziós személyiség tervezte. A 18 euróba kerülő menüt kritizálták a gyenge minősége miatt, ami Craccót arra késztette, hogy megvédje azt a sajtóban.
A Trenitalia panaszkodott a franciaországi magas pályahasználati díjakra, amelyek a Párizs-Lyon szakaszon elérik a 39 eurót vonatkilométerenként. A vállalat az első évben 37%-os díjkedvezményt kapott, ami a második és harmadik évben 16%-ra, illetve 8%-ra csökkent.
A kezdeti szolgáltatást kritika érte az olasz Alpokban található Susa-völgyben való megálló hiánya miatt. A megállóért kampányolók között volt Alberto Cirio, a piemonti elnök és Marco Gabusi, az infrastruktúra és a közlekedés regionális tanácsos. 2022 februárjában arról számoltak be, hogy a Trenitalia France fontolgatta egy megállóhely létesítését Oulx-ban vagy Bardonecchiában, de aggályosnak tartotta a megállási idő és a szakaszon működő határellenőrzések többletét. 2022. december 11-től a téli síszezon idejére naponta egy-egy vonatot terveztek megállítani Bardonecchiában irányonként.

## Incidensek
2021. december 23-án egy vonat Milánóba érkezése 15 percet késett, miután két utas olyan zöld kártyával szállt fel a vonatra Torino Porta Susa állomáson, amely nem az övék volt, ez rendőrségi beavatkozást igényelt.